# Johnny O'Keefe
John Michael O'Keefe (19 de enero de 1935 - 6 de octubre de 1978) fue un cantante australiano de rock and roll cuya carrera comenzó en la década de 1950. Algunos de sus éxitos incluyen "Wild One" (1958), "Shout!" y "She's My Baby". En su carrera de veinte años, O'Keefe lanzó más de cincuenta sencillos, cien álbumes y una gran cantidad de EP. También se desempeñó como presentador de radio y televisión.
El músico falleció en 1978 a causa de una sobredosis de drogas.